# Lygos le brave
Pour plus de détails, voir Fiche technique et Distribution.
Lygos le brave (Λύγκος ο λεβέντης (Lygos o leventis)) est un film grec réalisé par Stélios Tatassópoulos et sorti en 1959.

## Synopsis
En 1900, Eftychia Notara, une jeune fille de la bonne société, se rend avec son père à Ermioni dans le Péloponnèse. Ils viennent inspecter les terres qu'ils y possèdent. Là, elle rencontre Tasos Lygos, leur régisseur, dont elle tombe amoureuse. Astero est elle aussi amoureuse de celui-ci. De son côté, la sœur de Tasos, Lenio, est amoureuse du riche Kitsos. Leur relation finit par être connue dans tout le village. Tasos menace Kitsos : il doit épouser sa sœur, ou il le tue. Diamanto est elle aussi amoureuse de Kitsos qui préfère Lenio. Diamanto est responsable, sans l'avoir voulu, de la mort de Kitsos. Tasos est accusé. Il doit fuir dans la montagne. Il est poursuivi par la police. Encerclé, il ne doit la vie qu'à la révélation à l'ultime minute de la véritable raison de la mort de Kitsos. Le père d'Eftychia s'oppose à son mariage avec Tasos. La jeune femme s'incline face à Astero et rentre, le cœur brisé, à Athènes.

## Fiche technique
- Titre : Lygos le brave
- Titre original : Λύγκος ο λεβέντης (Lygos o leventis)
- Réalisation : Stélios Tatassópoulos
- Scénario : Vasilis Betsos
- Direction artistique : Kostas Margaritis
- Décors :
- Costumes :
- Photographie :
- Son :
- Montage : Stélios Tatassópoulos
- Musique : Giannis Vellas
- Production :  Evgenios Katopodis et Stélios Tatassópoulos
- Pays d'origine :  Grèce
- Langue : grec
- Format :  Noir et blanc
- Genre : Film en fustanelle
- Durée : 90 minutes
- Dates de sortie : 1959

## Distribution
- Spiros Focás
- Andreas Zisimatos
- Efi Oikonomou
- Vassílis Avlonítis